# Pelturagonia borneensis
Pelturagonia borneensis — вид ігуаноподібних ящірок родини агамових (Agamidae). Мешкає в Малайзії та Індонезії.

## Поширення і екологія
Pelturagonia borneensis відомі з низки місцевостей, розташованих на північному заході Калімантану, зокрема на горі Кінабалу та в національних парках Банджаран-Крокер і Гунунг-Мулу, а також спостерігалися на заході Індонезійського Калімантану. Вони живуть у вологих гірських тропічних лісах, на висоті від 1300 до 1800 м над рівнем моря. Живляться переважно комахами. Відкладають яйця, в кладці 2 яйця.